# هئی‌لونگ‌جیانگ
هئی‌لونگ‌جیانگ یا هیلونگ‌جیانگ (به چینی: 黑龙江省)،  یکی از استان‌های جمهوری خلق چین است که در شمال شرقی این کشور قرار گرفته است و با کشور روسیه هم مرز است. مرکز استان آن شهر هاربین است.

## وجه تسمیه نام
رود آمور مرز شمالی این استان، و سرحد بین‌المللی بین جمهوری خلق چین و فدراسیون روسیه را تشکیل می‌دهد. نام این استان از نام چینی این رودخانه گرفته شده است. نام این رودخانه به چینی «هئی‌لونگ‌جیانگ» (黑龙江، به پین‌یین: Hēi-lóng-jiāng) می‌باشد. این نام سه بخشی به معنای «رود اژدهای سیاه» بوده و متشکل از بخش «هئی» (黑) به معنای سیاه،‌ «لوْنگ» (龙) به معنای اژدها، و «جیانگ» (یا کیانگ) (江) به معنای رود بزرگ می‌باشد (و به عنوان پسوند برای رود یانگ‌تسه نیز بکار رفته است.)

## جمعیت
جمعیت آن بالغ بر ۳۱٬۸۵۰٬۰۸۸ میلیون نفر است. یک سوم از جمعیت این استان در مرکز آن، «شهر در سطح ولایت» هاربین زندگی می‌کنند.
31,850,088

## مساحت
مساحت این استان برابر ۴۵۲٬۵۳۸٫۴۳ کیلومتر مربع است .

## ولایات
|                                             |              |                    |            |                      |             |  |  |  |  |  |
| نام                                         | حروف چینی    | پین‌یین             | جمعیت-۱۳۹۹ | مساحت (کیلومتر مربع) | تراکم جمعیت |  |  |  |  |  |
| شهر هاربین (شهر زیر-استانی)                 | 哈尔滨市     | Hā'ěrbīn Shì       | ۱۰٬۰۰۹٬۸۵۴ | ۵۳٬۰۷۶٫۴۸            | ۱۸۸٫۵۹      |  |  |  |  |  |
| شهر جیاموسی (شهر در سطح ولایت)              | 佳木斯市     | Jiāmùsī Shì        | ۲٬۱۵۶٬۵۰۵  | ۳۲٬۴۶۹               | ۶۶٫۴۲       |  |  |  |  |  |
| شهر جی‌شی (شهر در سطح ولایت)                 | 鸡西市       | Jīxī Shì           | ۱٬۵۰۲٬۰۶۰  | ۲۲٬۴۹۴٫۴۸            | ۶۶٫۷۷       |  |  |  |  |  |
| شهر چی‌تای‌هه (شهر در سطح ولایت)              | 七台河市     | Qītáihé Shì        | ۶۸۹٬۶۱۱    | ۶٬۱۹۰٫۰۹             | ۱۱۱٫۴۱      |  |  |  |  |  |
| شهر چیچیهار (شهر در سطح ولایت)              | 齐齐哈尔市   | Qíqíhā'ěr Shì      | ۴٬۰۶۷٬۴۸۹  | ۴۲٬۲۵۵٫۴۶            | ۹۶٫۲۶       |  |  |  |  |  |
| شهر داچینگ (شهر در سطح ولایت)               | 大庆市       | Dàqìng Shì         | ۲٬۷۸۱٬۵۶۲  | ۲۱٬۲۰۴٫۸۲            | ۱۳۱٫۱۸      |  |  |  |  |  |
| شهر سوی‌هوا (شهر در سطح ولایت)               | 绥化市       | Suíhuà Shì         | ۳٬۷۵۶٬۱۶۷  | ۳۴٬۸۷۳٫۱۲            | ۱۰۷٫۷۱      |  |  |  |  |  |
| شهر شوانگ‌یاشان (شهر در سطح ولایت)           | 双鸭山市     | Shuāngyāshān Shì   | ۱٬۲۰۸٬۸۰۳  | ۲۲٬۰۵۱٫۱۳            | ۵۴٫۸۲       |  |  |  |  |  |
| شهر مودان‌جیانگ (شهر در سطح ولایت)           | 牡丹江市     | Mǔdānjiāng Shì     | ۲٬۲۹۰٬۲۰۸  | ۳۸٬۸۲۷٫۱۹            | ۵۸٫۹۸       |  |  |  |  |  |
| شهر هه‌گانگ (شهر در سطح ولایت)               | 鹤岗市       | Hègǎng Shì         | ۱٬۵۰۲٬۰۶۰  | ۲۲٬۴۹۴٫۴۸            | ۶۶٫۷۷       |  |  |  |  |  |
| شهر هئی‌هه (شهر در سطح ولایت)                | 黑河市       | Hēihé Shì          | ۱٬۲۸۶٬۴۰۱  | ۶۶٬۸۶۱٫۹۳            | ۱۹٫۲۴       |  |  |  |  |  |
| شهر یی‌چون (شهر در سطح ولایت)                | 伊春市       | Yīchūn Shì         | ۸۷۸٬۸۸۱    | ۳۲٬۸۰۰               | ۲۶٫۷۹       |  |  |  |  |  |
| ولایت کوه‌های خینگان بزرگ (۱) (داچینگ‌آن‌لینگ) | 大兴安岭地区 | Dàxīng'ānlǐng Dìqū | ۳۳۱٬۲۷۶    | ۸۲٬۹۲۸٫۸۰            | ۳٫۹۹        |  |  |  |  |  |

نکات
1. مناطقی تحت تابعیت ولایت کوه‌های خینگان بزرگ، قانوناً متعلق به لواء خودمختار اوروچن در تابعیت «شهر در سطح ولایت» خولون‌بویر در منطقه خودمختار مغولستان داخلی می‌باشند. اما در عمل، در تابعیت ولایت کوه‌های خینگان بزرگ باقی مانده‌اند. (این مسئله به دلیل انتقال تقسیمات اداری بینابین هئی‌لونگ‌جیانگ و مغولستان داخلی در گذشته، و طرح‌های امروزهٔ توسعهٔ اقتصادی منطقه پیش آمده است.) این مناطق، ۱۸٬۱۶۰٫۳۶ کیلومتر مربع مساحت و ۱۵۳٬۱۰۱ نفر جمعیت دارند. سایر مناطق تحت تابعیت ولایت داچینگ‌آن‌لینگ، ۶۴٬۷۶۸٫۴۴ کیلومتر مربع مساحت و ۱۷۸٬۱۷۵ نفر جمعیت دارند.

## کد پلاک خودرو

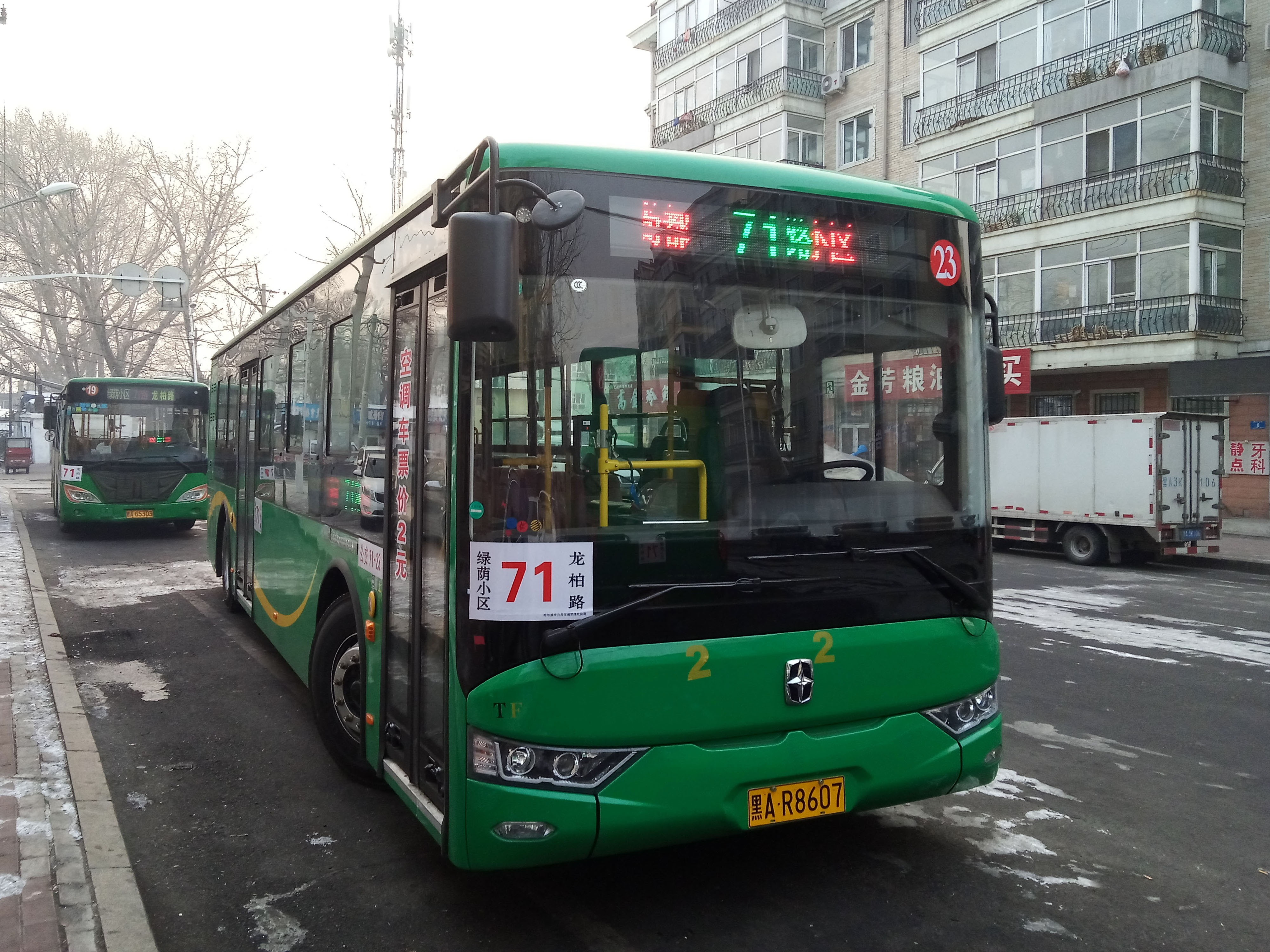
پلاک خودرو اتوبوس متعلق به شهر هاربین

در چین، رنگ، اندازه، شمایل، فونت، و سایر جزئیات پلاک خودروها تابع استاندارد ملی می‌باشد. پلاک‌ها در چین، متشکل از یک کد دوحرفی بوده، یه نقطه، و چهار عدد (یا ترکیبی از حرف و عدد، بسته نیاز) دارد. هر استان یک کاراکتر چینی منحصر به‌فرد به عنوان کد دارد. در کنار این کاراکتر، یک حرف لاتین نیز، به عنوان کد هر ولایت (یا هر نوع تقسیم‌بندی زیر-استانی دیگر، بسته به تصمیم پلیس هر استان) تعیین شده است. رنگ پیش‌زمینه هر پلاک و رنگ حروف آن، بسته به نوع ماشین و طبقه‌بندی آن، متفاوت است. رایج‌ترین نوع پلاک، پلاک‌های آبی رنگ با حروف سفید می‌باشند که مختص خودروهای شخصی‌اند. پلاک‌های زرد رنگ با حروف سیاه، مختص خودروهای سنگین بوده، و رنگ‌های دیگری چون سیاه با حروف سفید، سبز با حروف سیاه، و غیره، مخصوص انواع دیگر خودروها می‌باشند.
کد یا کاراکتر استانی هئی‌لونگ‌جیانگ، حرف «黑» می‌باشد (با تلفظ «هئٰی/ Hēi»). کدهای زیر-استانی پلاک‌های هئی‌لونگ‌جیانگ شامل حروف زیر می‌باشد:
| 黑A | شهر هاربین                                                                    |
| 黑B | شهر چیچیهار                                                                   |
| 黑C | شهر مودان‌جیانگ                                                                |
| 黑D | شهر جیاموسی                                                                   |
| 黑E | شهر داچینگ                                                                    |
| 黑F | شهر یی‌چون                                                                     |
| 黑G | شهر جی‌شی                                                                      |
| 黑H | شهر هه‌گانگ                                                                    |
| 黑J | شهر شوانگ‌یاشان                                                                |
| 黑K | شهر چی‌تای‌هه                                                                   |
| 黑L | شهر هاربین                                                                    |
| 黑M | شهر سوی‌هوا                                                                    |
| 黑N | شهر هئی‌هه                                                                     |
| 黑O | خودروهای دولتی                                                                |
| 黑P | ولایت کوه‌های خینگان بزرگ (داچینگ‌آن‌لینگ)                                       |
| 黑R | خودروهای متعلق به طرح «احیاء کشاورزی» وزارت کشاورزی چین («طرح نونگ‌کن» [农垦]) |

## حمل و نقل

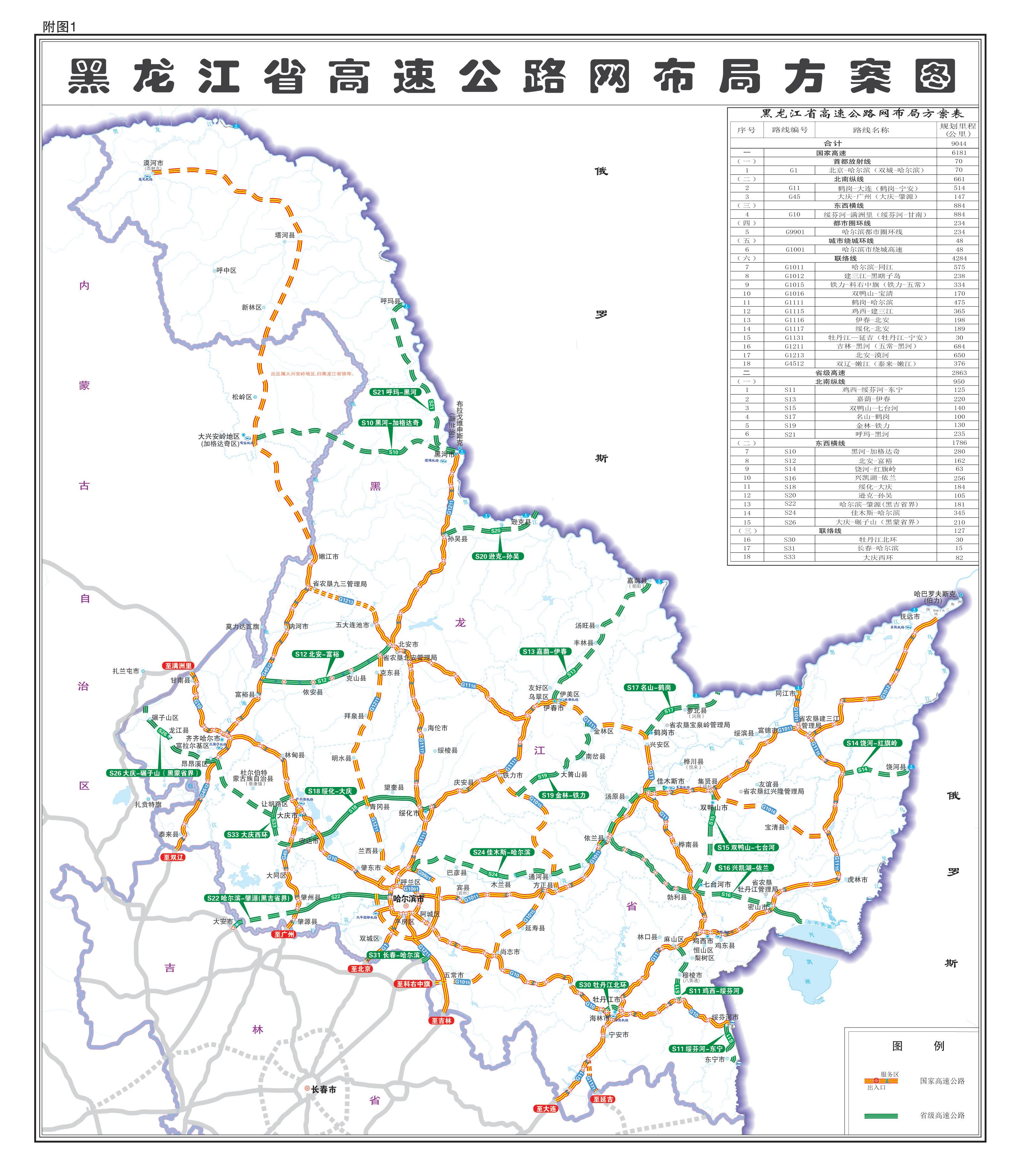
طرح توسعهٔ آزادراه‌های ملی و استانی هئی‌لونگ‌جیانگ‌ (۲۰۲۳-۲۰۳۵)

## پیوندها
- وبگاه دولتی هئی‌لونگ‌جیانگ